# Škoda Auto India
Škoda Auto India Pvt. Ltd. ist ein indischer Automobilhersteller und eine Tochtergesellschaft des tschechischen Herstellers Škoda Auto, der zur Volkswagen AG gehört.

## Geschichte
SAIPL hat den Unternehmenshauptsitz in der Five Star Industrial Area im Stadtteil Shendra der Stadt Aurangabad in Indien. Das im November 2001 von Helmuth Schuster in Kooperation mit Johann Johannsen gegründete Unternehmen ist ein Mitglied der Volkswagen Group Sales India und war zum damaligen Zeitpunkt der einzige lokal produzierende Automobilhersteller des Konzerns. Derzeit arbeiten für das Unternehmen 2.500 Arbeitnehmer. Die Produktion liegt seit März 2010 bei 171.000 Einheiten im Jahr.

## Modelle
Als erstes Modell etablierte Škoda in Indien den Skoda Octavia, welcher sich rasch zum Verkaufsschlager der Marke bis zum Produktionsende 2010 entwickelte. Der Nachfolger, der für den lokalen Markt in Škoda Laura umbenannt wurde, soll derzeit in die Fußstapfen seines Vorgängers treten. Audi produziert in Aurangabad seit 2006 den Audi A6 und seit 2008 auch den Audi A4. Der Audi Q5 wird aus Ingolstadt in Einzelteilen komplett zerlegt angeliefert und für die umliegenden Märkte montiert. In Zwischenzeit war auch der Škoda Fabia hinzugekommen, der anders als in der Volksrepublik China nur eine Randposition einnimmt. Dort entstehen jährlich in etwa 1000 Audi Q7. Im Sommer 2013 ist schließlich der Audi Q3 dazugekommen. Im Frühjahr 2014 wurde der Audi A3 in die bestehende Q3-Linie integriert. Einzelteile für die lokale Produktion werden von verschiedenen Werken angeliefert. So kommen Teile und Komponenten beispielsweise für den Audi Q7 aus Bratislava, Slowakei, für den VW Jetta aus Puebla, Mexiko, sowie aus Emden für den VW Passat.
Im Mai 2009 wurde in Chakan bei Pune in Indien ein zweites Werk des Unternehmens eröffnet. Hier werden (Stand Juni 2014) die Volkswagen-Modelle Polo, CrossPolo und Vento hergestellt. Zudem lässt Škoda dort den Rapid fertigen. Die Produktion des Fabia wurde mangels Nachfrage Mitte 2013 eingestellt.